# Petra Berger
Petra Berger, nacida como Petra Pierrette Burger (Amstelveen, 23 de octubre de 1965), es una cantante, compositora, fotógrafa y actriz musical holandesa.

## Biografía
Crece en un entorno musical, tras finalizar sus estudios como licenciada en informática, empieza a trabajar en una empresa de informática, trabajo que le da más seguridad que la carrera de cantante. Durante la fiesta anual de su empresa crea una banda musical con algunos compañeros por simple diversión. Es en esa noche cuando se da cuenta realmente que lo que quiere realmente es cantar.

### Chess (Ajedrez)
En el año 1987 y junto con su hermana Lida deciden concursar en el programa televisivo Soundmixshow presentado por Henny Huisman, llegando a la final con la canción I Know Him So Well. Después de este espectáculo, a las hermanas se les ofrece un contrato discográfico y, bajo el nombre de Chess, obtienen rápidamente un modesto éxito con la canción Never Change A Winning Team, compuesta por Jeroen Englebert. A esa canción le siguen los sencillos Make My Day y Promise Not To Tell. A principios de 1990, el éxito le vino con la canción I Dreamed A Dream en el musical Los Miserables. El creciente éxito de Chess tiene un efecto negativo en su hermana Lida que abandona el grupo. A ella le gusta cantar, pero no atraer toda la atención a su alrededor. Lida es reemplazada por Denise van der Hek. El éxito del dúo lleva a la grabación de un álbum completo con éxitos cinematográficos y musicales: The Oscar Album (1992). Este álbum incluye un dúo con René Froger. En ese año Petra decide centrarse en los musicales por lo que ambas cantantes abandonan la formación.

### Años musicales
Tras triunfar con el grupo Chess decide perfeccionarse. Asiste a clases de canto que recibe de varios maestros de canto al mismo tiempo, así como clases de baile, actuación y piano. Su primera audición musical fue en la obra Les Misérables, pero termina en la ronda final. Su segunda audición es para el musical Cyrano donde consigue un papel principal. Sin embargo, debido a circunstancias personales, debe abandonar el papel. Tras una audición para el musical El Fantasma de la Ópera consigue el papel. Más tarde en el año 1993, el empresario teatral Joop van den Ende le pide que se presente en la audición del papel de Johanna para el musical Sweeney Todd siendo este su primer papel musical real. Más tarde interpretará a Bella en el musical La bella y la bestia en Alemania y María en Sonrisas y lágrimas en el año 1995 en Bélgica.
Los años siguientes dedica su tiempo a los dos hijos que ha dado a luz (Boris y Babette) junto a su esposo Jeroen Englebert. En el año 1999 hace una aparición en un Dinnershow.

### Eternal Woman
En el año 2000 grabó algunas demos junto con Jeroen Englebert y el productor Pim Koopman, donde incluyeron el aria O mio babbino caro de la ópera Gianni Schicchi de Giacomo Puccini. La compañía discográfica Universal Music Group les da la posibilidad de grabar un álbum juntos. Su primer álbum en solitario se crea a partir de esta colaboración: Eternal Woman (2001). Este álbum contiene una fusión de temas de música clásica y pop, en donde canta a once mujeres legendarias de la historia mundial. Eternal Woman no solo es popular en los Países Bajos, sino que también tuvo éxito en países como Taiwán, Israel, Turquía y el mundo entero.
Durante la serie de conciertos Night of the Proms del año 2002, Petra Berger se hizo ampliamente conocida.

### Mistress
Su segundo álbum de estudio Mistress publicado en el año 2003 está completamente dedicado a las emociones de la amante y la esposa engañada. Una vez más, le dedica canciones a mujeres que han hecho historia. En Mistress también se pueden escuchar nuevas composiciones y adaptaciones de obras clásicas famosas. En 2004, el dueto Every Time (con el cantante estadounidense Joshua Payne) y la versión italiana (Cerco Te) se añaden al álbum.
Después de la publicación de dos CD piensa que llega el momento de realizar una gira. Con un concierto de larga duración con ambos álbumes Eternal Women & Mistresses abre fronteras y se atreve con los teatros holandeses. Ella misma se responsabiliza de la organización y todo lo que conlleva los conciertos. La dirección y el guion estaban a cargo de Bas Groenenberg. Jeroen Englebert y Pim Koopman se hicieron cargo de la producción musical.

### Live in Concert (DVD)
En 2004 se lanzó una grabación en vivo de su gira teatral Eternal Women & Mistresses. Este DVD contiene, además del concierto en vivo, ofrece un vistazo en el backstage, varios videos y dos especiales sobre los álbumes Eternal Woman y Mistress.
Tras la publicación del DVD Live in Concert realiza una segunda gira teatral: Petra Berger Live.
A principios del año 2006, comenzó a colaborar con el virtuoso pianista holandés Jan Vayne. Publicaron el álbum Van Bach tot ABBA, que llevaron a la audiencia una fusión de temas tanto de música clásica, como pop y diversos musicales.

### Here and Now
En el año 2006 después del lanzamiento de Mistress lanza su tercer álbum. En esta ocasión, Petra mira para su interior. El álbum Here and Now es producido por Tjeerd Oosterhuis y Jurre Haanstra y se centra en sus propios sentimientos. Ya no tiene lugar en el pasado, sino en el "aquí y ahora". El álbum se vuelve a lanzar en el año 2007 con la canción adicional Life Goes On haciendo un dueto con el tenor italiano Alessandro Safina.
En la gira Here and Now, que comenzó a finales de 2006, canta piezas de sus dos primeros álbumes y obras de su último proyecto Here and Now. Además, el público puede escuchar algunos de sus temas favoritos.
En octubre de 2006 se le pide a Petra que cante dos duetos con la estrella italiana Andrea Bocelli durante su concierto en lengua escandinava en Gotemburgo (Suecia). Realizan Somos Novios (en el CD con Christina Aguilera) y The Prayer (original con Céline Dion).
Un nuevo proyecto con Jan Vayne saldría en breve. Su segunda gira conjunta Dichtbij! la inició en octubre de 2007.

### Crystal
De Ennio Morricone a John Ewbank y de Herman van Veen a Simon and Garfunkel. Todos los temas fueron grabados durante una sesión en vivo en estudio en el año 2008. La idea de este álbum se originó durante la gira de Dichtbij!.

### Touched by Streisand
El sueño de Petra Berger de convertirse en cantante comenzó con Barbra Streisand. En este álbum, publicado en el año 2011, Petra Berger canta temas de Barbra Streisand que tienen mucho valor para ella. En Touched by Streisand no solo se escuchan las canciones más bellas de Barbra Streisand, sino que también los temas que han sido personalmente importantes en su vida y que encajan perfectamente con este estilo de música. Esto hace que este álbum sea como un sueño convertido en realidad.

## Discografía

### Álbumes
| Año                      | Álbum                | Posición más alta en lista de ventas | Número de semanas |
| ------------------------ | -------------------- | ------------------------------------ | ----------------- |
| 1 de diciembre de 2001   | Eternal Woman        | 12                                   | 45                |
| 11 de octubre de 2003    | Mistress             | 8                                    | 27                |
| 30 de septiembre de 2006 | Here and Now         | 21                                   | 18                |
| 8 de noviembre de 2008   | Crystal              | 69                                   | 2                 |
| 3 de octubre de 2011     | Touched by Streisand |                                      |                   |

### DVD
- 2004: Live in Concert

## Especiales de televisión o espectáculos
- 1987: Soundmixshow
- 1996: Vrouwe Goeds in de film Hugo (voor de attractie Villa Volta in de Efteling)
- 2001: Eternal Woman Special
- 2002: Night of the Proms
- 2002: Kopspijkers
- 2003: Tropisch Curaçao (TROS)
- 2004: Muziekfeest in de sneeuw 2004 (TROS)
- 2004: Jubileumfeest in de ArenA (TROS)
- 2004: Tv-special Mistress
- 2005: Notenclub
- 2006: Katja vs De Rest (Patty) (BNN)
- 2006: Muziekfeest voor dieren (TROS)
- 2006: Stop Aids Now (met Jan Vayne)
- 2006: 40 jaar BZN (TROS)
- 2007: Muziekfeest op het ijs (TROS)
- 2007: Kids Rights Gala (solo en met Alessandro Safina)
- 2007: Leader televisieprogramma Korenslag van Henny Huisman
- 2008: Bella Italia (TROS)
- 2011: Muziekspecial Touched by Streisand (MAX)
- 2011: Koffie Max (oktober)
- 2011: Koffie Tijd RTL 4 (december)
- 2013: Beatrix Bedankt

## Giras
- 2003: Eternal Women & Mistresses
- 2004: Petra Berger Live
- 2006: Van Bach tot ABBA con Jan Vayne
- 2006: Here and Now

- 2007/08: Dichtbij! con Jan Vayne
- 2009: Tango Dorado
- 2009/10/11/12: Kathedraalconcerten con Jan Vayne, Martin Mans en Formation
- 2011: Touched by Streisand
- 2012: 25-jarig Jubileumconcert
- 2013/14: Closer than ever” con Jan Vayne
- 2014: Eternal Songs
- 2015/2016: Zoektocht naar geluk